# 身体的依存

薬物に関する専門家による、乱用薬物の有害性の順位付け。（デビッド・ナットら、薬物に関する独立科学評議会（ISCD）、『ランセット』、2010年、。）

身体的依存（しんたいてきいぞん、しんたいてきいそん、Physical dependence）とは、耐性を形成する薬物の慢性的な使用と、急な断薬や減量のために、離脱による否定的な身体症状を生じさせる状態である。生理的依存（Physiological dependence）とも呼ばれる。耐性、離脱症状、薬物の使用の抑制が困難といった特徴が、薬物依存症の診断基準である。
身体的依存は、ベンゾジアゼピン系やオピオイド、抗てんかん薬や抗うつ薬のような医薬品の低用量の医療用量でも、アルコールやオピオイド、ベンゾジアゼピンなどの娯楽薬の乱用でも形成される。高用量あるいは長期間の使用、あるいは低年齢での服用開始は、身体的依存が深刻となる予測因子であり、ゆえにより重篤な離脱症状を生じさせる。急性離脱症状は数日、数週間、また数か月続き、後-急性離脱症状（PAWS)として知られる遷延性離脱症候群（protracted withdrawal syndrome）―低い度合いで急性離脱症状と同じものが継続し、一般的に再燃-寛解の繰り返しで、しばしば激しい依存の再燃となり、長期的に能力水準を下げ、雇用を難しくしている―は、数か月から数年続くことが一般的で、きわめてまれに個人的要因により永続する。遷延性離脱症候群は、ベンゾジアゼピン系、アルコールやオピオイドの依存の大半でも示され、特に長期間、高用量、若年での開始、慢性的な再燃素質（すなわち、まったく同一の物質への依存からの離脱後の2度目、3度目の依存症）が要因である。離脱反応は、用量、薬物の種類、使用期間、患者の年齢、最初に使用した年齢、各個人間で異なる。

## 症状
身体的依存は、長期間の物質への暴露に起因する中枢神経系と脳における病理的な順応が原因となる身体および精神の両方の症状の出現において生じる。症状は、離脱および減量の間に経験する心拍や血圧の増加や、発汗、振戦である。より重篤な離脱症状では、混乱、発作、視覚的な幻覚のような重篤な緊急事態が示され、緊急に医療を必要とする。アルコール、ベンゾジアゼピン系やバルツビール酸系のような鎮静催眠剤は、離脱けいれんを誘発する傾向が原因で、離脱が致命的となる一般的に入手可能な物質である。

## 治療
身体的依存の治療は離脱している薬物によって異なり、特に急な断薬は危険となるため、しばしば他の薬剤が投与される。身体的依存は通常、数週間から数カ月あるいは、場合により薬剤、用量、個人に応じてそれ以上にわたるゆっくりな減量で管理される。アルコールにおける身体的依存は、アルコールの離脱症状の管理に対して長時間作用型ベンゾジアゼピン系薬といった交叉耐性をもつ薬物が用いられることが多い。

## バルビツール酸系・アルコール型とモルヒネ型
1969年の世界保健機関の薬物依存の委員会の報告書においては、薬物からの離脱においてとりわけ注意が必要となるのは、身体依存を伴うバルビツール酸系・アルコール型と、モルヒネ型であるとされている。
ベンゾジアゼピン系とバルビツール酸系、アルコールはGABAA受容体に作用し、モルヒネなどはオピオイド系の薬物でありオピオイド受容体に作用する。

## 日本の国家試験において
1971年の日本の薬剤師国家試験の参考書では、バルビツールとモルヒネ、またアンフェタミンに身体依存が生じると記されている。1982年の『医師国家試験のための精神科重要用語事典』には、コカインやアンフェタミンのように身体依存がないのに嗜癖性のある薬物についての議論が行われたという1960年代の背景が説明され、アンフェタミン類には身体依存は認められないとしている。同様に、カンナビス型（大麻）、幻覚剤型にも身体依存はないとしている。モルヒネ型依存とバルビツール型依存・アルコール型依存には、身体依存があるとしている。

## 身体的依存を引き起こす薬物
- すべてのミュー・オピオイド受容体（わずかでも）作動薬、例は一部であるが、モルヒネ、ヘロイン、コデイン、オキシコドン、ブプレノルフィン、ナルブフィン（英語版）、メサドン、フェンタニル、また作動薬ではないが、サルビノリンA（κ-オピオイド作動薬）のような特異的非ミュー・オピオイド受容体、オピオイド拮抗薬（英語版）や逆作動薬でないがナルトレキソンのような[16]
- すべてのGABA作動薬と、GABA-Aイオン向性受容体とGABA-B代謝型受容体サブユニットの両方のアロステリック調節因子：
  - アルコール[17]
  - バルビツール酸系、たとえばフェノバルビタール、チオペンタール、セコバルビタール（バルビツール酸系依存症）
  - ベンゾジアゼピン系、たとえばジアゼパム（セルシン）、ロラゼパム（ワイパックス）、アルプラゾラム（ソラナックス -）（ベンゾジアゼピン依存症、ベンゾジアゼピン離脱症状）
  - 非ベンゾジアゼピン系、たとえばゾピクロン（アモバン）、ゾルピデム（マイスリー）[18]
  - プロポフォール（ディプリバン）[19]
- γ-ヒドロキシ酪酸（GHB）や1,4-ブタンジオール[20]
  - カリソプロドール（Soma）とカルバマート（チバメートとメプロバメート）
  - バクロフェン（リオレサール）と非塩素系の類似体フェニバット（英語版）
  - 抱水クロラール
  - グルテチミド（英語版）
  - クロメチアゾール（英語版）
  - メタカロン（英語版）
- ガバペンチン（ガバペン）とプレガバリン（リリカ）、GABAに作用するカルシウムチャンネル修飾薬[21]
- 抗てんかん薬、たとえばバルプロ酸ナトリウム、ラモトリギン、チアガビン（英語版）、ビガバトリン（英語版）、カルバマゼピンとオクスカルバゼピン、またトピラマート[21][22][23]
- 抗精神病薬（神経弛緩薬）、たとえばクロザピン、リスペリドン、オランザピン、ハロペリドール、チオリダジン
- 一般的に処方される抗うつ薬、たとえば選択的セロトニン再取り込み阻害薬（SSRI）、セロトニン・ノルアドレナリン再取り込み阻害薬（SNRI）（SSRI離脱症候群）[24][25][26]
- 血圧の薬、プロプラノロール（インデラル）のような交感神経β受容体遮断薬や、クロニジンのようなアルファ-アドレナリン作動性薬を含む。[27][28]
- アンドロゲン作用アナボリックステロイド[29][30]。
- 糖質コルチコイド[31]。

## 反跳性症状
本物の身体依存とならなくても幅広い薬物において、用量を減量している間に、特に突然あるいは離脱を急ぎすぎた場合に、離脱症状や反跳作用を引き起こす。カフェイン、覚醒剤、 ステロイド薬や抗パーキンソン薬も含まれる。抗精神病薬が真に身体依存の原因となるか議論されている。それは部分的なのか、まったくないのかといったことである。しかし、あまりにも急速に中止すれば、急性の離脱症状を引き起こす。違法薬物における反跳離脱についての会話では、特に覚醒剤の場合に、時に「落ちている」とか「クラッシュしている」と言うことがある。
抗てんかん薬や抗うつ薬のような一部の薬は、薬の機序ではなく、薬の分類として説明される。抗てんかん薬の分類における各々の薬剤と薬物の種類では、多くの異なる受容体に作用し、身体依存の可能性や反跳性症状の重症度は一般化できないので、個別に検索する必要がある。抗てんかん薬では、抗てんかん作用に対する耐性を形成することが知られている。